# Бадени, Мартин
Мартин Бадени (пол. Marcin Badeni; 1751 — 29 сентября 1824, Варшава) — польский государственный деятель, член Генерального Совета Генеральной конфедерации Королевства Польского (с 1812), член государственного совета Варшавского герцогства (1811), после 1819 года сенатор, воевода и председатель высшего суда Царства Польского, министр юстиции Царства Польского (с 1820).

## Биография
Шляхтич герба Боньча. Представитель рода Бадени. Родился в 1751 году в семье судьи Себастьяна Бадени и Марианны Лисовской.
В 1791 году был избран комиссаром Польско-литовской полицейской комиссии, членом Общества друзей государственной конституции. В 1810—1813 гг. — член правления Государственной кассы Варшавского герцогства. Генеральный директор Управления национальных благ и лесов (с 1811). В 1812 году стал членом Королевского экономического и сельскохозяйственного общества.
Служил камергером и директором канцелярии польского короля Станислава Августа Понятовского.
Сенатор-воевода Царства Польского с 1815 года. Председатель Высшего суда Царства Польского, министр юстиции Царства Польского (с 1820).
Жена — Марианна Вавжецкая (1762—1824), сестра генерала Томаша Вавжецкого. Его сыном был Себастьян Бадени.
В часовне родового поместья в Бейсце хранится урна с его сердцем.

## Награды
- Орден Белого орла (Польша)
- Орден Святого Станислава (Польша)